# ازدحام بیگانه
ازدحام بیگانه (به انگلیسی: Alien Swarm) یک بازی ویدیویی شوتم آپ چند نفره است که توسط ولو ساخته شده‌است. این نسخه بازسازی شده یک ماد از عنوان Unreal Tournament 2004 است و توسط تیم اصلی بازی ساخته شد، که در طول مراحل توسعه توسط ولو استخدام شدند.

## بازتاب‌ها
| گردآورنده | امتیاز |
| --------- | ------ |
| متاکریتیک | 77/100 |

| ناشر           | امتیاز |
| -------------- | ------ |
| دستراکتید      | 7.5/10 |
| گیمز ریدار+    | [ ۵ ]  |
| Jeuxvideo.com  | 15/20  |
| The A.V. Club  | A      |
| Gameplanet     | 8.5/10 |
| Hobby Consolas | 83/100 |
| PC Games       | 8/10   |

ازدحام بیگانه با دریافت نمره بازبینی ۷۷/۱۰۰ در وب سایت متاکریتیک، نقدهای مثبت دریافت کرد.